# Manuel Agüero Ereño
Manuel Agüero Ereño (Bilbao, 31 de diciembre de 1910 - Bilbao; 25 de enero de  1990) fue un torero español de nombre taurino "Manolo Agüero".

## Biografía
Nació en Bilbao el 31 de diciembre de 1910, siendo el cuarto de siete hermanos. Su padre, Martín Agüero natural de Tormantos, La Rioja, y su madre Rosario Ereño nacida en Munguía, Vizcaya, tuvieron siete hijos: Martín, Rafaela, Lucrecia, José Manuel, José, María Ángeles y Andrés.
Manolo Agüero nació en el número 19 de la calle de San Francisco en 1910, el año que en esa misma calle se fundaba el Club Cocherito de Bilbao. Proletarios y taurinos convivían en este barrio que acogía a las familias de Indalecio Prieto, Facundo Perezagua y doctor Areilza junto a taurinos de la solera de Luis Díez, Pedro Lecumberri y Agüero.

### Familia numerosa de toreros
Los Agüero han sido la familia taurina más fecunda de todas las del país vasco.
Manolo Agüero fue el segundo miembro de una familia de toreros con gran solera y popularidad en Bilbao. Tres de los cuatro hermanos varones Agüero Ereño fueron toreros: Martín Agüero Ereño destacado matador de toros, José Agüero novillero, mutilado en la guerra civil española y Manolo Agüero, novillero puntero y finalmente banderillero. El cuarto hermano varón, Andrés, fue padre del novillero mexicano Martín Agüero González. 
La hermana menor, María Ángeles Agüero, se casó con el matador de toros mexicano Fermín Rivera Malabehar. María Ángeles fue madre del matador mexicano Curro Rivera Agüero y abuela de los matadores mexicanos Rafael Rivera y Fermín Rivera Agüero. Desde el fallecimiento su esposo, en 1991, y hasta su defunción en 2010, fue propietaria del rancho y ganadería de reses bravas La Alianza, en Ojuelos de Jalisco, Estado de Jalisco, México.
Manolo Agüero se casó con Teresa Diez Espadas que era hermana de los novilleros bilbaínos Luis Díez (novillero y banderillero bilbaíno, fallecido en 1949 como consecuencia de una cogida en una novillada celebrada tres meses antes de su muerte) y Alfredo Diez. Tía del novillero de nombre taurino “Julio Espadas” (hijo de su hermano Julio Díez Espadas).

### Vida taurina

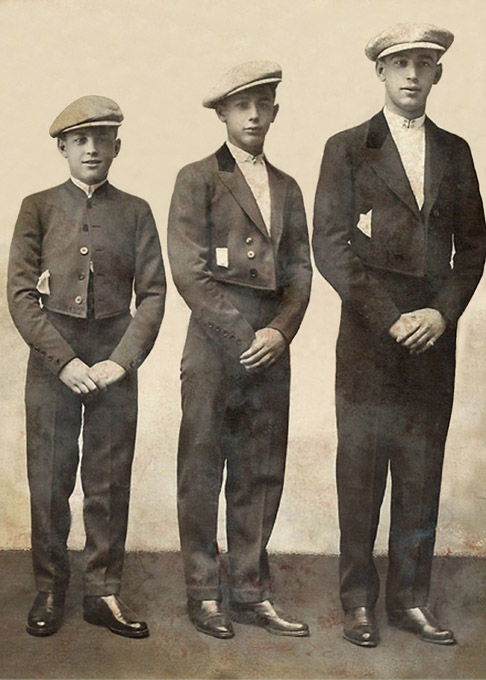
Los tres hermanos Agüero toreros en 1925. José, Manolo y Martín con 12, 15 y 23 años

Manolo sintió pronto la influencia de los éxitos de su hermano Martín, considerado el estoqueador cumbre de la época, de quien aprendió sus primeras lecciones sobre la lidia.
Manolo ejecutaba el toreo con estilo artístico, abelmontado, más propio de los toreros del sur que de sus paisanos.
Debutó de becerrista en Bilbao el año 1926. El 21 de marzo de 1927, con solo diecisiete años, alternó en Madrid con Chiquito de la Audiencia y mató los novillos que le correspondieron con éxito, por lo que le fueron concedidos las orejas y rabos y salió a hombros de la plaza. El 24 de abril del mismo año alternó con el mismo diestro en Bilbao y estoqueó regularmente novillos de Antonio Fuentes. En 1943 realizó el paseíllo como sobresaliente en Bilbao en la corrida de toros en el mano a mano entre Cagancho y El Estudiante, matando un novillo sobrero.
Entre 1927 y 1943 toreó numerosas novilladas sin tomar la alternativa.

#### Banderillero
En la temporada de 1944, con treinta y cuatro años, decidió cambiar la seda por el percal, ante la recomendación e insistencia de su cuñado Luis Díez banderillero entonces y que en su época de novillero había sido un destacado rehiletero.
Toreó diecinueve temporadas como banderillero siendo componente de las cuadrillas fijas de los matadores de toros siguientes: el mexicano Fermín Rivera en 1945, los baracaldeses Manolo Chacarte (de 1950 a 1956) y Rafael Chacarte (de 1958 a 1960), el mexicano Jaime Rangel en 1962 y, ocasionalmente, con el maño Fermín Murillo. Actuó de tercero con varios matadores de toros en sus intervenciones en Bilbao. Intervino con la gran mayoría de los novilleros vizcaínos de la época.
El 12 de octubre de 1959 cogió nuevamente el percal para dejar constancia de su artístico estilo belmontino en el festival taurino que se ofreció en Vista Alegre de Bilbao a beneficio del banderillero Severiano Ramos Ramitos y en el que con novillos de Jesús Sánchez Montejo actuó junto a Josetxu Echevarría, Alfredo Díez, Luis Izquierdo, Ramiro Amirola “Huesitos”, Jesús Pascua y de sobresaliente “Morenito de Zabala”.
En 1962 se retiró de banderillero. A partir de entonces trabajó en la imprenta El Arte de Imprimir, propiedad del destacado aficionado taurino y cocherista Dionisio Álvarez.

### La leyenda de los miuras

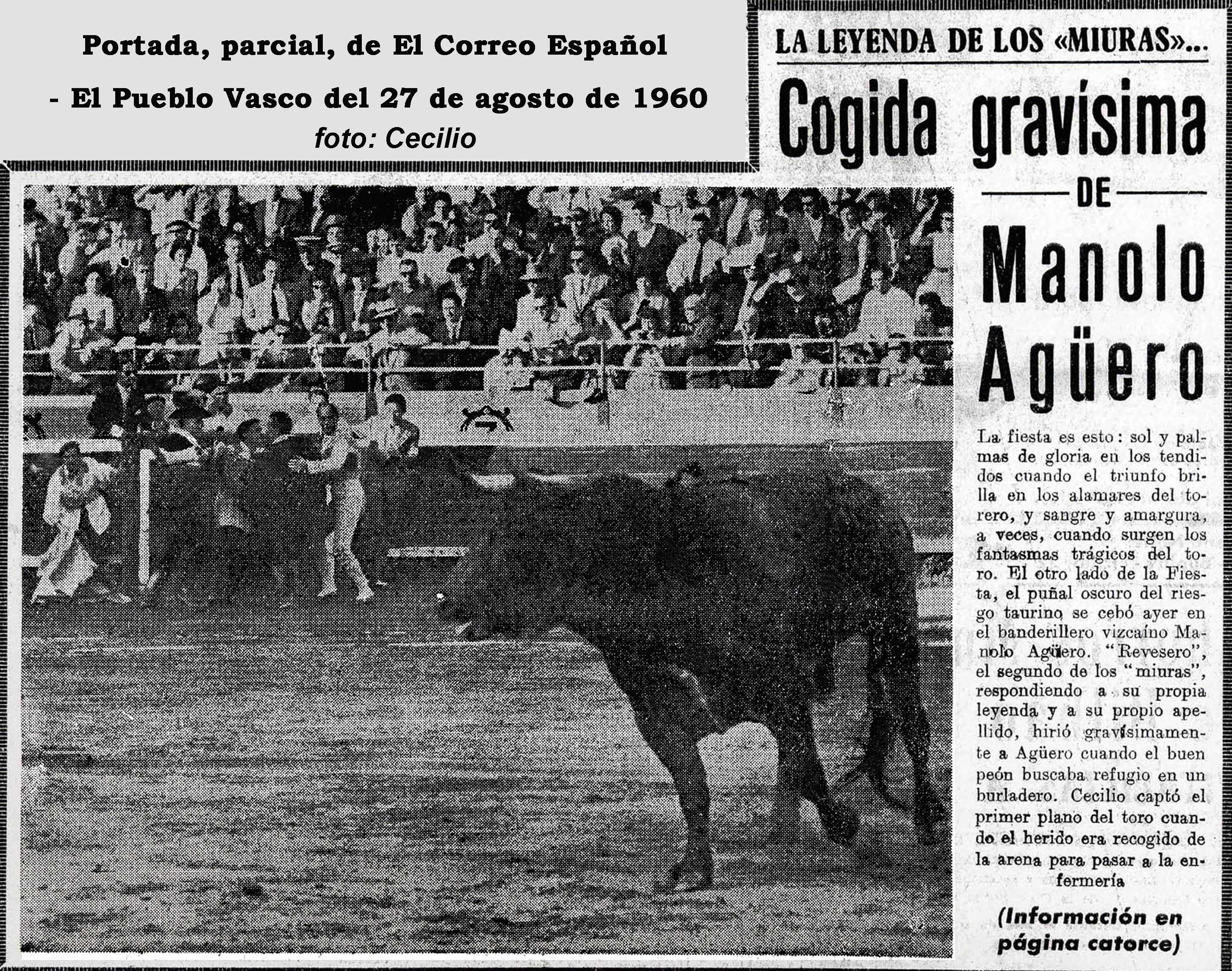
Cogida gravísima de Manolo Agüero en Bilbao el 26 de agosto de 1960. La leyenda de los miuras

El día 26 de agosto de 1960 en la Plaza de toros de Vista Alegre (Bilbao) formando parte de la cuadrilla de Rafael Pedrosa se celebraba el séptimo festejo de las Corridas Generales de Bilbao, Aste Nagusia, con reses de Eduardo Miura. En el segundo toro, Manolo Agüero, tras hacer un quite a su matador, estaba metiéndose en el burladero del tendido cinco cuando fue cogido por el toro “Revesero” que le sacó literalmente del mismo derribándole y corneándole gravísimamente en el vientre contra las tablas, dejándole exánime en la arena. Manolo Agüero salvo la vida milagrosamente gracias a un providencial quite “a cuerpo limpio” del banderillero bilbaíno Paco Morán Chico de Vista Alegre que se encontraba de paisano en el callejón y saltó al ruedo para hacer tan peligroso quite (por esta acción, Paco Morán fue premiado posteriormente con la Gran Cruz de la Orden Civil de la Beneficencia).
Ingresado en la enfermería le fueron administrados los santos sacramentos debido a la extrema gravedad de la cogida. Los cirujanos de la plaza de Vista Alegre, a cuyo frente figuraba don Vicente San Sebastián, estuvieron interviniéndole hasta el final de la corrida. Agüero ingresó de noche en la clínica de Vicente San Sebastián donde estuvo en situación de extrema gravedad más de 72 horas. La convalecencia directa de la cogida duró más de cuatro meses. El doctor San Sebastián facilitó el siguiente parte facultativo: Durante la lidia del segundo toro ha ingresado en esta enfermería el banderillero Manolo Agüero de la cuadrilla de Rafael Pedrosa, que presenta una herida producida por asta de toro de unos catorce centímetros, penetrante en la cavidad abdominal con orificio de entrada en le fosa ilíaca derecha con rotura del colón transverso y dos perforaciones en íleon terminal lo que ha requerido una doble resección intestinal. Otra herida, también por asta de toro, en la cara posterior de la pierna derecha que interesa planos musculares. Shock traumático, pronóstico muy grave. Firmado: Vicente San Sebastián.
Falleció en Bilbao el 25 de enero de 1990 a los 79 años.

## Música
- En 1930 el maestro Ricardo Gainza compuso el pasodoble torero "Manolo Agüero".[15]